# ディック・ヴァン・パタン
ディック・ヴァン・パタン（Dick Van Patten、1928年12月9日 - 2015年6月23日）は、アメリカ合衆国の俳優。

## 出演作品
- ブル〜ス一家は大暴走! シーズン2
- ザ・コンタクト
- トイ・ソルジャー'96
- クライム・ジャングル/怒りの鉄拳
- AVクィーン マドンナ殺人事件
- 私立探偵ジェイク
- スペースボール
- 長くつ下ピッピの冒険物語
- コンバット・アカデミー/笑激作戦!
- ハロウィンズ/死霊復活祭
- ヒッチハイク・ギャル/危険な17才
- メル・ブルックス/新サイコ
- 新・ぼくはむく犬
- ラブボート/恋の豪華客船
- フリーキー・フライデー
- 事件記者コルチャック 骨髄を吸い取る宇宙の怪物体
- ウエストワールド
- ソイレント・グリーン
- シノーラ
- 悪魔のエイリアン
- まごころを君に（バート）